# Juruaia
Juruaia este un oraș în Minas Gerais (MG), Brazilia.